# San Lorenzo (municipio)
San Lorenzo es una localidad y un municipio del norte de Bolivia, ubicado en la provincia Madre de Dios en el Departamento de Pando. El municipio de San Lorenzo es uno de los tres municipios que conforman la provincia. La capital del municipio es la localidad de Blanca Flor.
Según el último censo oficial realizado por el Instituto Nacional de Estadística de Bolivia (INE) en 2012, el municipio cuenta con una población de 7.652 habitantes y está situado a una altitud promedio de 170 metros sobre el nivel del mar.
El municipio posee una extensión superficial de 3.159 km², pero una población 7.652 habitantes, dando resultando a una densidad de población de 2,4 hab/km² (habitante por kilómetro cuadrado). 

## Demografía
De acuerdo con el censo boliviano de 2024, la población del municipio de San Lorenzo es de 9 203 habitantes.
La población del municipio se triplicó entre 1992 y 2024:
| Año  | Población | Fuente                  |
| ---- | --------- | ----------------------- |
| 1992 | 3 067     | Censo boliviano de 1992 |
| 2001 | 3 471     | Censo boliviano de 2001 |
| 2012 | 7 652     | Censo boliviano de 2012 |
| 2024 | 9 203     | Censo boliviano de 2024 |